# رمزية (اسم)
رمزية هو اسم علم مؤنث من أصل عربي، ومعناه هو نسبة إلى الرمز، وهو الإشارة الإيماء، مما يدل على نباهة صاحبها أو حبها بعدم التصريح.

## شخصيات تحمل الاسم
- رمزية أحمد عزت (24 نوفمبر 1918 – 21 مارس 2009)
- رمزية الإرياني (كاتبة يمنية، 1954 – 14 نوفمبر 2013)
- رمزية جمعة (1893 – )

## وصلات خارجية
- موسوعة السلطان قابوس لأسماء العرب نسخة محفوظة 5 أبريل 2019 على موقع واي باك مشين.